# Paulheim Ferenc (építész, 1867–1937)
Idősebb Paulheim Ferenc, születési nevén Paulheim Konrád Ferenc, (Szigetújfalu, 1867. november 25. – Budapest, 1937. július 14.) építészmester, politikus (Keresztény Községi Párt), fővárosi bizottsági tag, kormányfőtanácsos. Fia, ifj. Paulheim Ferenc is neves építész volt, aki szintén megkapta a kormányfőtanácsosi címet.

## Élete
Paulheim Lénárt és Hierandl Júlia fiaként született. Iskolai tanulmányai után a fővárosban építkezési vállalatot alapított, ami rövidesen a legjobban foglalkoztatott szakmabeli vállalkozók sorába emelkedett. A katolikus anyaszentegyházban a hitélet terén szerzett érdemeiért a pápa Pro Ecclesia et Pontifice érdemkereszttel tüntette ki.
1907-ben építőmesteri képesítő bizonyítványt szerzett.
1912-től volt tagja a székesfővárosi törvényhatósági bizottságnak. Különösen a városrendezési és az ipari kérdésekben dolgozott sokat a közérdekért. Tagja volt a középítési bizottságának is, 1915-től pedig a főváros törvényhatóságának.
Több mint ötven bérpalotát és középületet épített, köztük a rákosszentmihályi, mátyásföldi és a Szent Domonkos-rend Thököly úti templomát és rendházát, a Lónyay utcai központi zálogház épületét is. Ő építette 1904-ben a fővárosban az első ötemeletes bérházat a Nagykorona utca 24. szám (1991-től a Szent István-bazilika közelsége miatt Mindszenty József bíboros emlékére Hercegprímás utca 14.) alatt – előtte nem adtak engedélyt ilyen magas épület felépítésére, ezért a Közmunkák Tanácsa meg is örökítette ezt az építési engedélyt, mint amely első volt a maga nemében.
Elnöke volt az Erzsébetvárosi Keresztény Kaszinónak s a Polgári Jótékonysági Asztaltársaságnak. Megválasztása évében, 1929-ben a VII. kerületi Kaszinó a dominikánus egyházközség katolikus kultúrházában (Thököly út 56.) neki köszönhetően kapott új helyiséget, melynek építéséhez is nagyobb összeggel hozzájárult.
1930-ban kapta meg a kormányfőtanácsosi címet, a közélet terén szerzett érdemei elismeréséül.
1937. július 14-én szerdán hajnalban (2 órakor) hosszabb szenvedés után hunyt el tüdővizenyő, tüdőgyulladás következtében. Temetése római katolikus szertartás szerint 16-án, pénteken délután fél öt órakor volt a Fiumei úti sírkertben. A családi sírboltba helyezték örök nyugalomra.
Felesége, Paulheim Ferencné született Piringer Antónia Terézia volt. 1896. november 24-én Budapesten, az Erzsébetvárosban kötöttek házasságot. Gyermekeik: Ferenc (1898–1974) és Antónia (Jóföldi Tiborné)
Építészettel foglalkozó rokonai voltak továbbá: Paulheim István, Paulheim József és Paulheim János is.